# Anell tipi
Els anell tipi són patrons circulars de pedres que queden d'un campament dels nadius americans dels períodes post-arcaic,  protohistòric i històric. S'han trobat principalment arreu de les Planes dels Estats Units i el Canadà, i també als parcs i contraforts de les muntanyes Rocoses.
Els grups de cercles de pedres es troben sovint en campaments favorables prop de l'aigua, combustible i bona caça. En molts casos, els grups s'organitzen en patrons, com files, cercles o formes v. Les pedres es van utilitzar per sostenir els tipis i mantenir l'interior càlid i sec. En alguns casos es van construir parets elaborades o estructures defensives.

## Pràctiques d'anells tipi
S'han trobat generalment a les Grans Planes dels Estats Units i el Canadà, però també es troben a turons i muntanyes, a prop de les zones bones per a la caça, subministrament de combustible i aigua, i principals rutes de viatge. Els anells són sovint d'1,8 a 7,6 metres de diàmetre i sovint apareixen dins de les agrupacions. Els anells de pedra mantenen pressionades les vores de les pells d'animal dels tipis cònic per evitar que s'ajustin contra el terra. El patró general d'un anell tipi (també "tepee") és una entrada orientada a l'est, on no hi ha pedres, i una banda fortament ancorada amb pedres addicionals per a la protecció contra els vents predominants, sovint al costat nord-oest de l'anell. La trobada de llars al centre dels anells tipi suggereix un campament d'hivern. A l'estiu, el menjar es cuina en una llar a l'aire lliure. En general s'ha trobat pocs artefactes en aquests llocs.
Els cercles de pedra, dels quals els anells tipi en són un exemple, poden ser simplement roques acoblades posades en cursos individuals o múltiples. S'han construït cercles més elaborats en parets de pedra o en cabanes horitzontals de pedra, possiblement per a fortalesa o corral. S'han trobat altres cercles de pedres de més de 12 metres. Podrien ser les restes d'estructures especials de danses cerimonials. Uns arranjaments de llamborda tenen contorns de figures humanes, la majoria d'ells òbviament masculins. Potser el més intrigant de les construccions de llamborda, tanmateix, són les conegudes com a rodes medicinals. Els anells tipi són gairebé tots els tipus de cercles de pedra, llevat dels que són rodes medicinals o de diàmetre molt petit.
Les pedres van ser substituïdes per clavilles de fusta per subjectar les tendes després de la introducció dels eixos per persones d'ascendència europea. En llengua crow la paraula per a prehistòria significa literalment "Quan utilitzàvem pedres per a pesar les nostres cases".

## Estudi a la reserva índia Blackfeet
D'un estudi de 137 jaciments en 2.000 milles quadrades de la reserva Blackfeet els tipis eren sovint disposats en un patró, com una fila simple o doble, semicercle, cercle, triangle, en forma de V o una forma casual. Els artefactes trobats eren limitats a eines o fragments d'eines fetes d'os o pedra com puntes lítiques trencades, martells, malls i trossos de pedra foguera o obsidiana importada. Quan els cavalls es van introduir cap al 1730 els materials de campament eren tirats per cavalls en comptes de gossos i els tipis esdevingueren més grans, des de 6-8 persones fins a 50 persones.

## Jaciments
Canadà
- Alberta:

En 1989 hi havia 4.290 anells tipi registrats en l'inventari provincial de jaciments arqueològics (poc més del 20% de tots els jaciments de l'inventari).
- - Carmangay Tipi Ring Site
  - Parc Nose Hill
  - Lloc Històric Nacional Suffield Tipi Rings
  - Parc Provincial Writing-on-Stone
- Saskatchewan
  - Wanuskewin Heritage Park

Estats Units
Entre Green River (Wyoming) i Denver (Colorado), un llarg corredor de 480 kilòmetres, hi ha 136 jaciments d'anells tipi.
- Colorado:

Durant els períodes protohistòric i històric, els utes han creat anells tipi a les muntanyes. Els jaciments a les planes pertanyien a apatxes, arapahos, xeienes i comanxes.
- Muntanyes del nord i contraforts:
  - Indian Mountain vora Boulder
  - Jaciment T-W Diamond als contraforts de les Muntanyes Rocoses vora Fort Collins.

- Planures del nord-est
  - Jaciment Biscuit Hill (78 - 100 anells tipi)
  - Districte Arqueològic Keota Stone Circles

- Planures del sud-est
  - Carrizo Ranches (potser apatxe)
  - Picture Canyon del Comanche National Grassland.

- Montana:
  - La reserva Blackfeet té 210 jaciments anells tipi ring en una àrea de 2000 milles quadrades.[8]
  - L'àrea Canyon Ferry Reservoir té 16 jaciments anells tipi en una àrea de 500 milles quadrades, trobades al llarg del riu Missouri o llurs tributaris o a les valls de muntanyes.[2]
  - Parc Estatal First Peoples Buffalo Jump

- Texas:
  - Squawteat Peak

- Wyoming:
  - Basin Oil Field Tipi Rings
  - Bosc Nacional Shoshone